# 양동서
양동서(1723년 ~ 1815년, 梁同書)는 청나라 시대에 활동한 서예가이다. 자는 영(潁) 호는 산주(山舟), 불옹(不翁), 신오장옹(新吾長翁)이다.